# Спасо-Преображенский Геннадиев монастырь

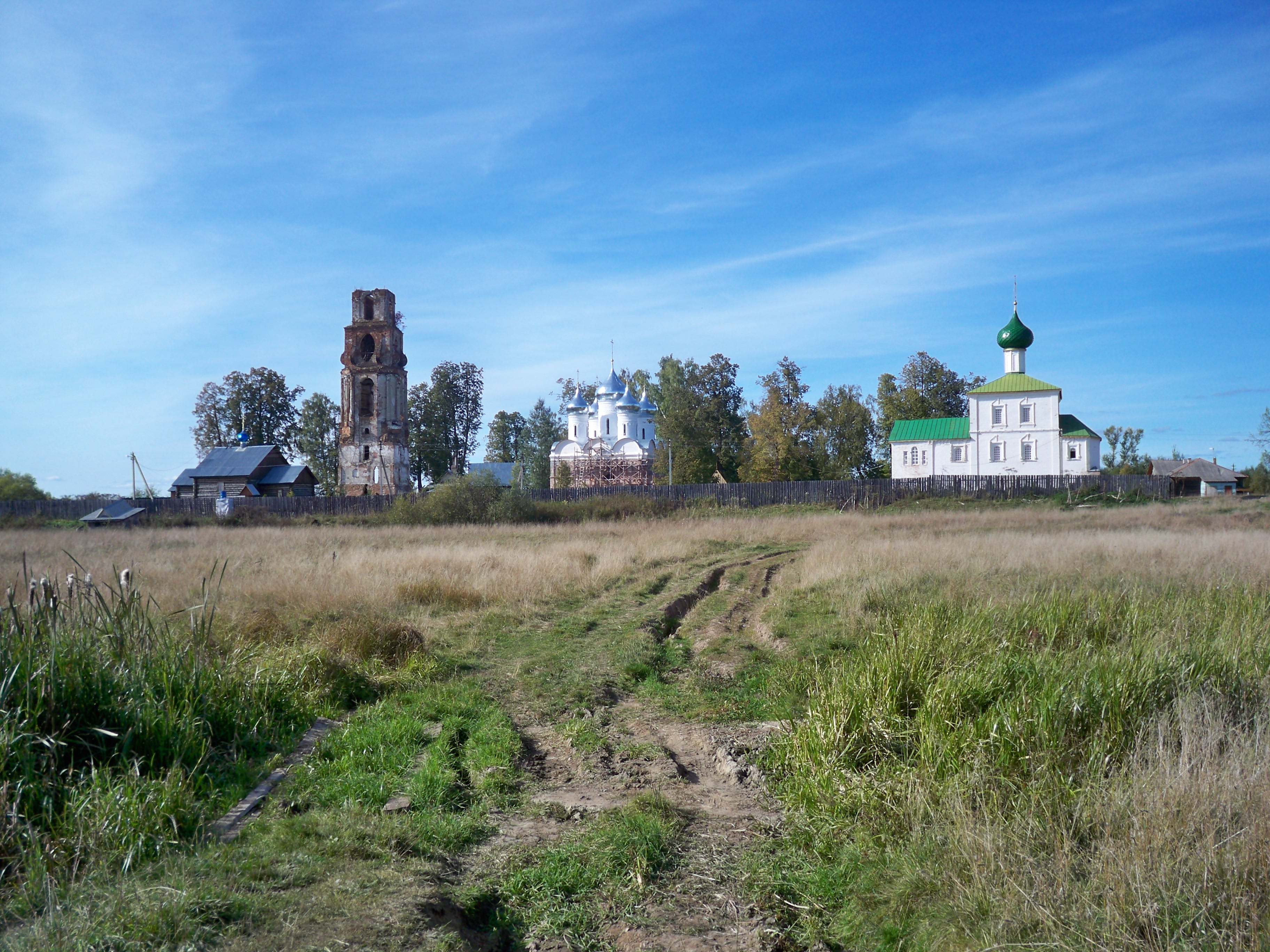
Геннадиевский монастырь. Общий вид со стороны реки Костромы, сентябрь 2009

Геннадиевский монасты́рь (Спасо-Преображенский Геннадиев(ский) монастырь) — мужской монастырь Рыбинской епархии Русской православной церкви. Находится рядом со стрелкой рек Обноры и Костромы в Любимском районе Ярославской области, в селе Слобода у Сурского озера.

## История
Как монастырь основан в 1529 году (по другим данным — в 1505 году) преподобным Геннадием на месте кельи, где он жил вместе со своим учителем преподобным Корнилием Комельским. Композиционный центр монастыря составлял монументальный пятиглавый Спасо-Преображенский собор 1647 года постройки. После предпринятой в 1961 году попытки его взорвать собор находился до XXI века в руинированном состоянии; в настоящее время в значительной степени восстановлен. Кроме того, в 1960-х годах был вырублен яблоневый сад и был завален колодец преподобного Геннадия (в настоящее время восстановлен, над ним выстроен деревянный храм). Попытки уничтожения монастырских построек предпринимались вплоть до 1980-х годов: в 1988 году тракторами был снесен алтарь соборного храма.
В 1644 году в монастыре были обретены мощи преподобного Геннадия, которые хранились вначале открыто, а затем под спудом в Спасо-Преображенском соборе. В начале 1920-х годов монастырь был закрыт иконы, утварь и мощи преподобного Геннадия были вывезены в Ярославль.
К началу XX века в обители было три храма:
- Преображения Господня (соборный, с пятью престолами: во имя Преображения Господня, Сергия Радонежского, преподобного Геннадия, Благовещения Пресвятой Богородицы и преподобного Корнилия Комельского)[3]
- Благовещения Пресвятой Богородицы
- преподобного Сергия Радонежского

По другим данным, храмов было два: Преображенский зимний, построенный в 1647 году, и храм во имя Алексия человека Божия, летний, 1751 года. Монастырю принадлежали две часовни, помимо одной, находившейся в его стенах: на берегу реки Костромы и в деревне Белоглазово Любимского уезда. А также — два дома в Ярославле и один — в Любиме.
При монастыре работала школа. Ежегодно 6 августа (19 августа по новому стилю) совершался крестный ход. Обители принадлежали 65 десятин и 1757 квадратных саженей земли, в самом монастыре находился каменный двухэтажный корпус, деревянный настоятельский и три флигеля, занятых также кельями. В 1908 году Монастырь получал 711 рублей 42 копейки казённого содержания и имел 80778 рублей капитала в ценных бумагах. Монастырь принадлежал к штатным, то есть финансируемым из казны монастырям, третьего класса.
В 1996 году была создана община Спасо-Геннадиева монастыря, которой в 1997 году комитет по охране памятников истории и культуры Ярославской области передал монастырский комплекс. Началось восстановление монастыря.

## Реликвии и достопримечательности
- В самом монастыре восстановлен колодец преп. Геннадия глубиной 12 метров. Над колодцем построен деревянный храм во имя св. преп. Геннадия. Под храмом находится камень, почитаемый целебным.
- Рака с мощами св. Геннадия (хранились в Преображенском храме); мощи были обретены 19 августа 1644 года[3].